# 余維豪
余維豪（2001年10月24日—）為臺灣男子籃球運動員，場上位置為後衛，現效力於台灣職業籃球大聯盟新北中信特攻。

## 早年
余維豪來自南投縣仁愛鄉，國小六年級加入籃球校隊，自埔里國中畢業時聽取表哥田浩的建議，不就讀沒什麼發揮空間的高苑工商，而是加入田浩過去高中教練陳定杰當時所執教的光復高中，大學選擇就讀國立臺灣藝術大學。

## 職業生涯
2024年7月余維豪在P. LEAGUE+新人選秀會上落選，台灣職業籃球大聯盟新人選秀會則以第一輪第五順位獲得新北中信特攻青睞。8月12日，新北中信特攻宣布與余維豪完成簽約。2025年4月3日，余維豪未登錄於TPBL2024–25年賽季最終註冊名單。

## 外部連結
- 余維豪在台灣職業籃球大聯盟官網
- 余維豪在Eurobasket.com（球員）（英语）
- 余維豪在Flashscore（英语）